# Protomyces lactucae-debilis
Protomyces lactucae-debilis är en svampart som beskrevs av Sawada 1925. Protomyces lactucae-debilis ingår i släktet Protomyces och familjen Protomycetaceae.   Inga underarter finns listade i Catalogue of Life.